# Nissim de Camondo

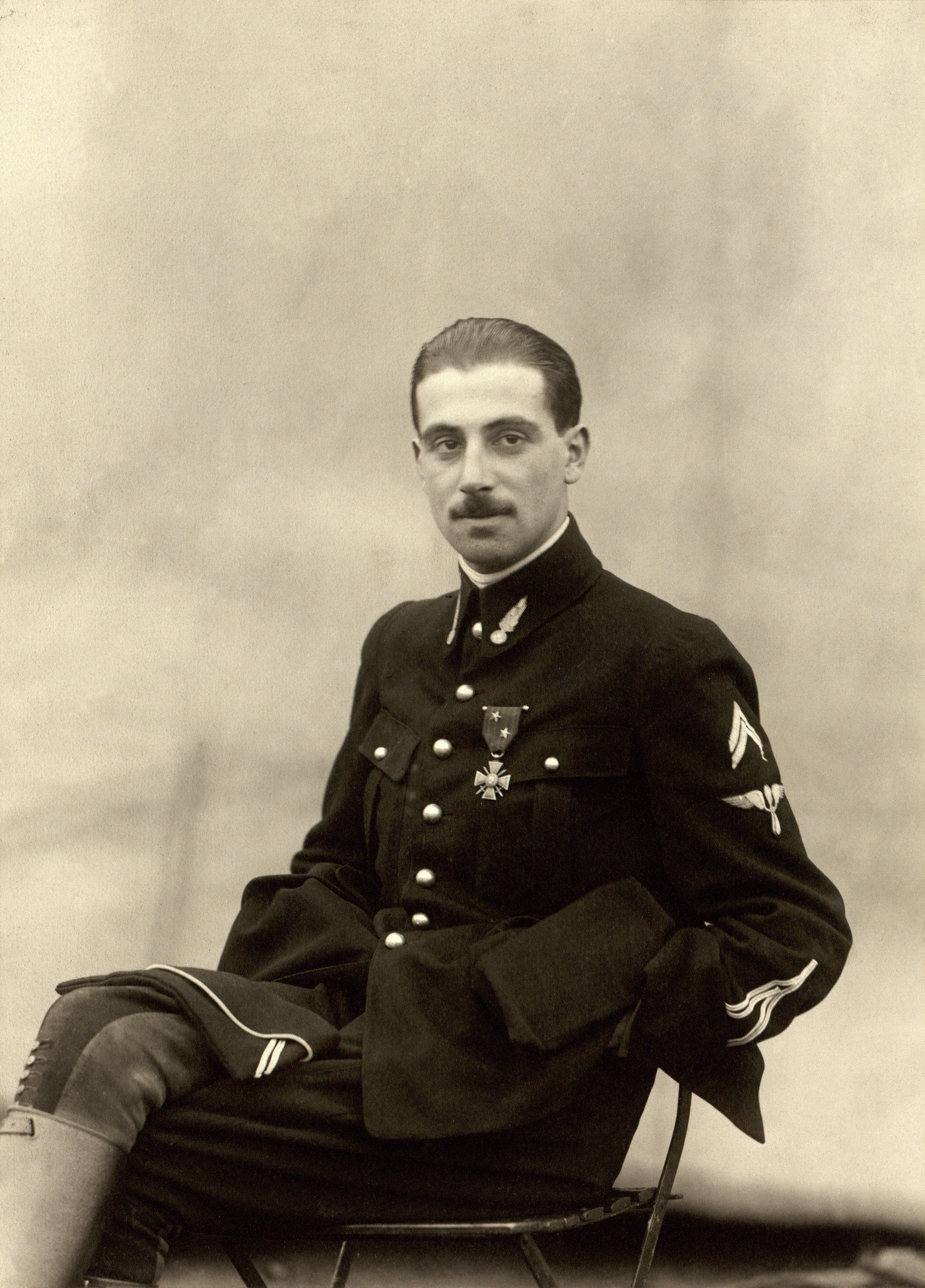

Nissim de Camondo (* 23. August 1892 in Boulogne-Billancourt bei Paris; † 5. September 1917 in Emberménil, Département Meurthe-et-Moselle) aus der Familie Camondo war ein französischer Offizier, Bankier und Luftwaffenpilot. Nach ihm ist das Museum Nissim de Camondo in Paris benannt, das sein Vater, der Bankier Moïse de Camondo (1860–1935), zum Gedenken an seinen gefallenen Sohn testamentarisch 1936 stiftete.

## Leben
Nissim de Camondo entstammt einer traditionsreichen jüdischen Bankiersfamilie, die nach der Vertreibung aus Spanien im 15. Jahrhundert über Venedig nach Konstantinopel ging und dort die Stellung der Hofbankiers erhielt. Seine Mutter war Irène Cahen d'Anvers (1872–1963). Im 19. Jahrhundert verlegte die Familie ihren Wohnsitz nach Frankreich. Er begann nach dem Abitur am berühmten Lycée Janson im Oktober 1911 seinen Militärdienst beim 2e régiment de hussards und beendete ihn beim 3e régiment de hussards  im November 1913 im Rang eines maréchal des logis. Daran schloss eine Ausbildung zum Bankkaufmann bei der Banque de Paris et des Pays-Bas (der heutigen BNP Paribas) an.
Der Ausbruch des Ersten Weltkriegs führte in Frankreich zur Generalmobilmachung am 3. August 1914. Nissim meldete sich sofort zu den Waffen. Während der nächsten Jahre berichtete er seinem Vater und seiner Schwester Béatrice (die 1945 mit ihrer Familie im KZ Auschwitz ermordet wurde) in Briefen fast täglich von seinen Erlebnissen. Diese Korrespondenz stellt heute eine wertvolle kultur- und militärgeschichtliche Quelle dar.
Er nahm zunächst mit seinem Infanterieregiment an der Marne-Schlacht teil, anschließend geriet er in die Grabenkämpfe entlang der französischen Ostfront. 1915 erfolgte die Beförderung zum Unterleutnant und die Versetzung zum 21. Dragoner-Regiment. In diesem Jahr führte eine Begegnung mit französischen Luftwaffen-Piloten dazu, dass Nissim sich zur Fliegerei meldete, zunächst als Beobachter. Nach kurzer Ausbildung wurde er im Januar 1916 der Schwadron MF33 zugeteilt. Während der Schlacht von Verdun und an der Somme gelang es ihm, wichtige Luftbild-Missionen erfolgreich abzuschließen, wofür er öfter lobend im Armee-Bericht erwähnt wurde. Im Juli 1916 folgte die Beförderung zum Leutnant, er begann nun eine Pilotenausbildung und flog anschließend Kampfeinsätze. Am 5. September 1917 geriet er bei einem Aufklärungsflug in einen Luftkampf und wurde in der Nähe von Emberménil (Lothringen) abgeschossen. Dabei erlitt er – 25 Jahre alt – tödliche Verletzungen.
Nissims Leichnam wurde von deutschen Truppen in Parroy begraben. Erst im Oktober 1917 erhielt sein Vater Moïse de Camondo die Todesnachricht. Im Januar 1919 ließ er die sterblichen Überreste seines Sohnes in die Familiengruft auf dem Friedhof Montmartre überführen. Nach dem Tod von Béatrice samt ihrem Mann und ihren Kindern ist die Bankierdynastie erloschen. Es gibt heute jedoch mehrere lebende Nachkommen von Isaak Camondo (der Bruder Abraham Salomons und Gründer der Bank).
Der Familienwohnsitz in Paris wurde von Nissims Vater zu seinem Angedenken testamentarisch dem Trägerverein Les Arts Décoratifs vermacht, der seitdem dort das Museum Nissim de Camondo betreibt.